# ایگور نیکولوفسکی
ایگور نیکولوفسکی (مقدونی: Игор Николовски؛ زادهٔ ۱۶ ژوئیهٔ ۱۹۷۳) بازیکن فوتبال اهل مقدونیه شمالی است.
از باشگاه‌هایی که در آن بازی کرده‌است می‌توان به باشگاه فوتبال ترابزون‌اسپور، باشگاه ورزشی ساکاریاسپور، باشگاه فوتبال رویال آنتورپ، باشگاه فوتبال واردار، و باشگاه فوتبال لیرسه اشاره کرد.
وی همچنین در تیم ملی فوتبال مقدونیه شمالی بازی کرده‌است.